# 소셜 네트워크 서비스

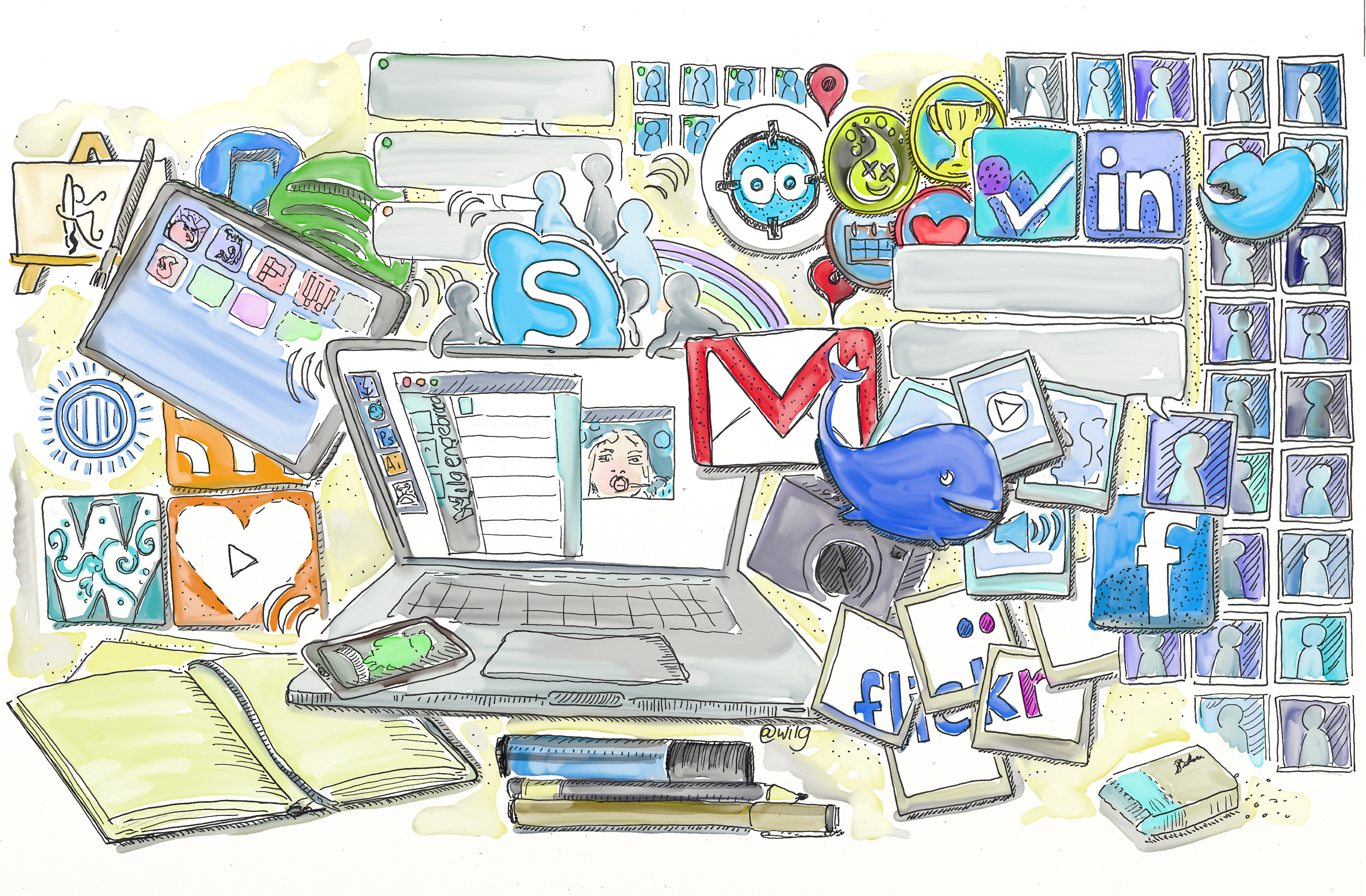
일부 인기 소셜 네트워킹 서비스의 다양한 아이콘을 보여주는 그림

소셜 네트워크 서비스(영어: social networking service, SNS 또는 영어: social networking site 소셜 네트워크 사이트[*] 문화어: 사회교제망 (社會交際網)), 또는 누리소통망, 누리소통망 서비스는 사용자 간의 자유로운 의사소통과 정보 공유, 그리고 인맥 확대 등을 통해 사회적 관계를 생성하고 강화해주는 온라인 플랫폼을 의미한다. SNS에서 사진으로 친구의 얼굴을 볼 수 있다. 가장 중요한 부분은 이 서비스를 통해 사회적 관계망을 생성, 유지, 강화, 확장해 나간다는 점이다. 이러한 관계망을 통해 정보가 공유되고 유통될 때 더욱 의미 있을 수 있다.
오늘날 대부분의 SNS는 웹 기반의 서비스이며, 웹 이외에도 전자 우편이나 인스턴트 메신저를 통해 사용자들끼리 서로 연락할 수 있는 수단을 제공하고 있다. SNS는 소셜 미디어와 같은 개념으로 오용되는 경우가 많으나, 범주상 블로그, 위키, UCC, 마이크로 블로그 등과 함께 소셜 미디어의 한 유형으로서 보는 것이 타당하다. 그러나 영어권에서 대중화된 단어는 SNS가 아니라 소셜미디어로, 온오프라인 인맥을 기반으로 한 온라인 서비스를 총칭한다.
최근 들어 스마트폰 이용자의 증가와 무선인터넷 서비스의 확장과 더불어 SNS 이용자 또한 급증하고 있다. 대한민국 내 SNS 시장을 주도하고 있는 페이스북(Facebook)과 트위터(Twitter) 이용자 수는 이미 2018년에 18억 명을 돌파했으며, 그 지속적인 증가 추세는 당분간 멈추지 않을 것으로 예상한다.
SNS는 광범위하고 동시에 특정 성향의 집단으로 분류될 수 있는 서비스 이용자들을 데이터베이스에 의해 파악하고 관리할 수 있다는 점에서 마케팅 활용 가치가 날로 부상하고 있다. 이 같은 장점을 통해 기업 입장에서는 저비용으로 표적집단에 효율적으로 도달할 수 있는 맞춤형(customized) 마케팅을 집행할 수 있기 때문이다. SNS 업체 또한 SNS 페이지상의 광고 스페이스 판매와 소셜게임이나 아이템 판매 등을 통해 강력한 수익모델을 구축해 나가고 있어 향후 SNS 시장은 계속 성장해 나갈 것으로 전망된다.
한편, 대한민국에서는 우리말 다듬기에서 소셜 네트워크 서비스를 누리 소통망, 누리 소통망 서비스, 사회 관계망, 사회 관계망 서비스로 순화했다. 일부 대한민국 언론 매체에서는 사회관계망서비스로 지칭한다.

## 역사
각각의 컴퓨터가 인터넷 등 전자 통신 기술에 의해 연결되고 이러한 컴퓨터들이 실제 인간의 사회적 상호작용과 연락을 중개한다는 개념은 일찍이에서 제기되었다. 컴퓨터를 통한 커뮤니케이션을 가지고 소셜 네트워크를 지원하려는 노력은 일찌감치 있었는데, 유즈넷, 아파넷, LISTSERV, 전자 게시판(BBS), EIES(머레이 투로프의 서버 기반 전자정보교환서비스(Electronic Information Exchange Service, Turoff and HIltz, 1978년, 1993년) 같은 것들이었다. 인포메이션 라우팅 그룹은 초창기 인터넷이 이 개념을 어떻게 지원할 수 있을까에 대한 대략적인 방안을 만들기도 하였다.
초창기 소셜 네트워킹 웹사이트들은 일반화된 온라인 커뮤니티 형태로 시작하였다. The Well(1985년), Theglob.com(1994년), 지오시티즈(1994년), 트라이포드(1995년) 등이었다. 이들 초창기 커뮤니티들은, 사람들을 모아놓고 대화방에서 대화할 수 있게 해주기도 하였고, 개인 정보나 개인 작성 글들을 개인 홈페이지에 출판할 수 있게 해주는 출판 도구(publishing tools, 블로깅이 흔해지기 전의 선배 격의 출판 도구였다.)를 제공하기도 하였다. 이외에도 단순히 전자우편 주소만을 가지고 사람들을 엮어주는 커뮤니티도 있었다. Classmates.com (1995년, 학교 동창 분야에 집중한 서비스), SixDegrees.com (1997년, 두 다리 건넌 관계 분야에 집중한 서비스) 등이었다.

## 분류
소셜 네트워크 서비스(SNS)의 유형 중 가장 많은 유형은 사람들을 특성에 따라 분류해주고 있는 서비스로서 아이러브스쿨과 같이 학교 동기, 동창으로 나누는 것이 그 예이다.
친구(보통 자기 소개 웹페이지)들과 연락을 주고 받을 수 있는 수단을 제공해주는 SNS, 사용자들의 신뢰 관계를 기반으로 무언가를 추천하는 시스템을 갖추고 있는 SNS가 흔하다.
불특정 다수와 네트워크를 형성하는 트위터, 페이스북 등의 개방형 SNS와 지인들 위주로 네트워크를 형성하는 미니홈피, 밴드, 카카오스토리 등의 폐쇄형 SNS가 있다.
지인 기반의 SNS에 피로감을 느낀 사람들이 관심사 기반의 SNS로 이동하기 시작하였다. 페이스북에 게시물을 올릴 때는 '이걸 보는 사람이 나를 어떻게 판단할까'라는 점 때문에 상당한 심리적 압박감을 느끼지만 관심사 SNS에 게시물을 올릴 때는 이런 압박감 없이 편하게 올릴 수 있다는 것이 장점이다. 코리안클릭에 따르면 2015년 2월 관심사 기반 SNS의 순 이용자수는 인스타그램이 311만 명으로 1위를 고수하고 있고 피키캐스트는 237만 명, 빙글은 52만 명으로 가파르게 추격하고 있다.

## 기능
소셜 네트워크 서비스(SNS)는 2가지 효과를 가지고 있는데, 하나는 기존 오프라인에서 알고 있었던 이들과의 인맥 관계를 강화하고, 다른 하나는 온라인을 통해 형성된 새로운 인맥을 쌓을 수 있는 장점이 있다. 따라서 인터넷에서 개인의 정보를 공유할 수 있게 하고, 의사소통을 도와주는 소셜 미디어(social media), 1인 커뮤니티라고도 불린다. 인맥 형성 외에도 SNS는 다양한 활용범위가 있는데 마케팅은 물론 소셜커머스, 지식판매, 공공부문, 게임 등에 이용될 수 있다.
- 소셜 커머스: 소셜 커머스란 소셜 네트워크를 이용해 이뤄지는 전자상거래를 의미한다. 현재 시장에서 주목받고 있는 소셜 커머스는 바로 공동구매형. 인기의 원인은 온라인 상에서 매일 하나의 상품에 대해 지정된 수량 이상의 판매가 이뤄질 시 대폭의 할인율을 적용해 주기 때문에 사용자들이 자발적으로 트위터 등의 SNS를 통해 내용을 전하고 있다.[15]
- 지식 판매: 화장품이나 옷 등의 물건을 판매하는 것이 아니라 패션, 연애, 음악 등에 대한 지식을 직접 찍어서 판매하는 지식시장이 SNS가 확산됨에 따라 더욱 활성화되고 있다.[16]
- 공공 부문: SNS를 통해 정책을 홍보하거나 민원을 접수할 수도 있고, 민원 해결 과정을 보여 줌으로써 기관의 이미지를 상승시킬 수 있다. 공공부문에서의 SNS활용은 운영정책이 수립된 이후에야 이루어질 수 있다.[17]
- 게임: 게임 시스템에 SNS를 도입하여 게임을 더욱 재미있게 만들기도 한다.[18]

## 종류
현재 대한민국에서 널리 사용되는 소셜 네트워크 서비스로는 페이스북, 카카오스토리, 인스타그램, 밴드, 트위터 등이 있다. 페이스북, 인스타그램, 트위터, 링크드인, 텀블러가 북아메리카 지역에서 가장 널리 쓰이는 소셜 네트워크 서비스이다.
 넥소피아가 캐나다에서, 비보, Hi5, 마이스페이스, dol2day, Tagged, XING, Skyrock가 유럽에서, 오르컷 및 Hi5가 남아메리카 및 중아메리카에서, 시나 웨이보, Friendster, Multiply, 오르컷, Xiaonei가 아시아 및 태평양 연안 지역에서 각각 지역별로 인기가 높다.

## 통계
최근 톰슨미디어리서치가 공개한 자료에 따르면, 모바일 소셜 네트워크 서비스(SNS)의 이용자 성비에 있어 여성이 55%, 남성이 45%인 것으로 나타났다. 일반적으로 여자들은 남자들보다 휴대폰으로 친구들과 더 많은 이야기를 나누는데, 예전에는 휴대폰 문자로 나누던 대화가 최근 급속히 대중화된 SNS를 통해 더 많이 이루어지게 된 것으로 보인다. 나이별 분석 자료를 보면 18세 ~ 54세까지가 활발하게 SNS를 쓰는 것으로 나타났다. 사회활동을 활발하게 하는 세대들이 SNS도 활발히 쓰는 것이다.
전 세계 인터넷 이용자들은 1주일에 평균 4.6시간을 SNS에 투자한다고 한다. 미국 인터넷 시장분석 업체인 이마케터의 시장 조사결과에 따르면 자주 활용하는 인터넷 활동은 이메일이지만 이용시간은 SNS가 가장 긴 것으로 나타났다. 네티즌들이 온라인 활동 중 가장 많은 시간을 SNS에 투자하는 것은 가입자 증가세 및 네트워크 확대와 관련이 있는 것으로 보인다.
페이스북의 경우 최근 사용자가 22억명을 넘어섰고, 그 중 대부분이 모바일 플랫폼으로 페이스북을 활발하게 이용하고 있다고 밝혔다. 미투데이는 2011년에 가입자가 300만명을 돌파하였고, 현재는 서비스가 종료되었다.
미국 인터넷 시장분석업체인 이마케터가 지난 9월 조사한 결과 인터넷 이용자 중 SNS 프로필을 가진 이들의 비중은 2008년에는 45.1%에 불과했지만 지난해 51.4%에 이어 올해는 61.4%로 상승해 10명 중 6명 이상이 SNS 계정을 만든 것으로 나타났다. 또, SNS를 통해 연결되는 평균 인맥의 수는 지난해 38.8명에서 올해 52명으로 1년 새 14명가량 늘어난 것으로 집계됐다.
시장조사업체 컴스코어가 2010년 3월 3일 공개한 자료에 따르면 스마트폰 사용자의 30.8%가 2010년 1월에 자신의 모바일 브라우저로 SNS 사이트에 접속하는 것으로 나타났고, 이는 1년 전(22.5%)에 비해 8.3% 늘어난 수치였다. 모바일 브라우저를 이용해 페이스북에 접속한 비율은 1년 사이에 112% 늘어 났으며, 트위터는 347% 늘어나 폭발적인 성장세를 보였다.

## 표준화

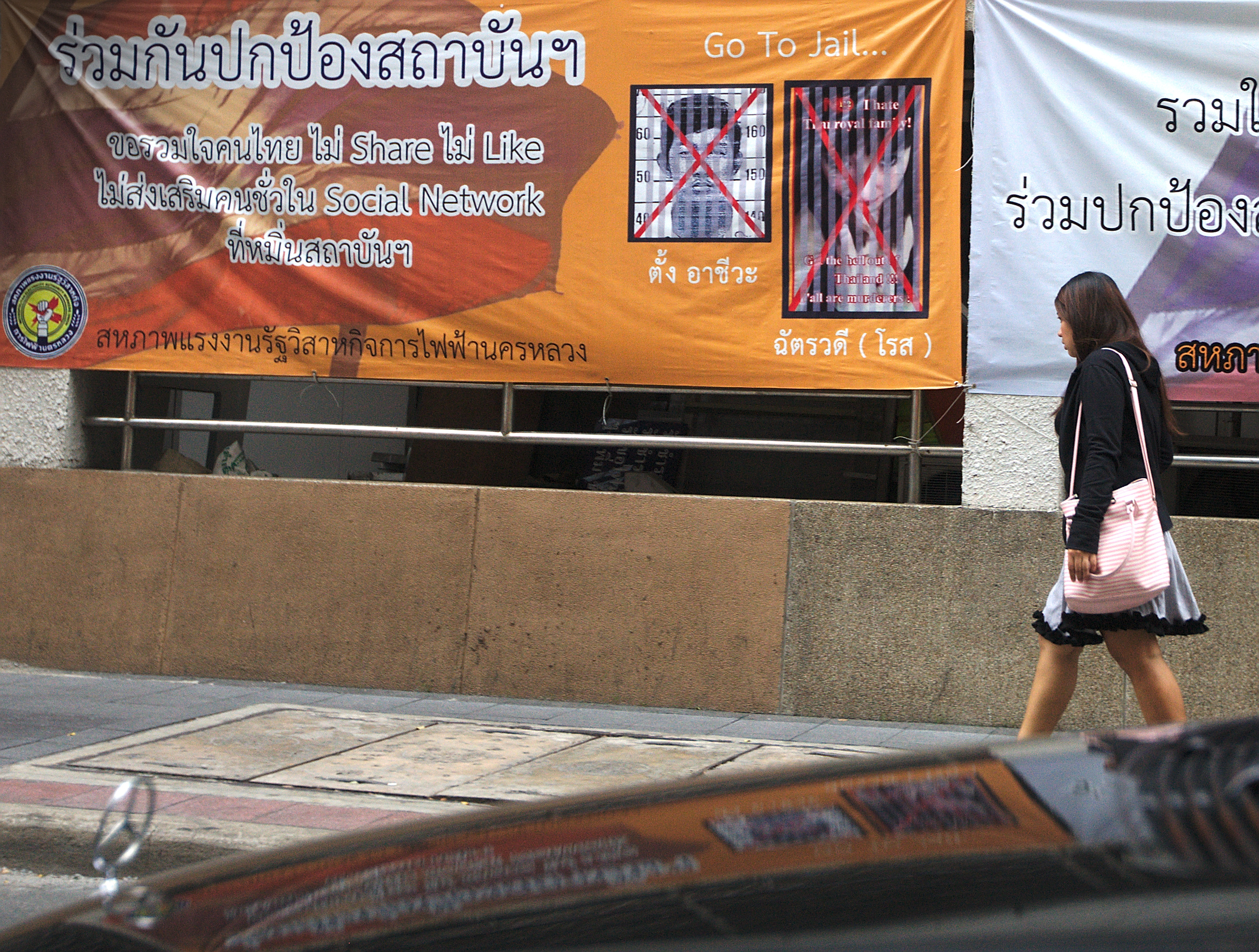
2014년 6월 30일 2014년 태국 쿠데타 당시 관측된 방콕의 배너는 소셜 미디어에서 태국 대중에게 '좋아요' 또는 '공유' 활동이 태국인들을 감옥에 보낼 수 있음을 알려준다.

소셜 네트워크 서비스를 표준화 하려는 움직임이 있었다. FOAF 표준, 오픈 소스 이니셔티브의 것 같은 것들이었다. 각 서비스마다 같은 친구에 대한 항목을 또 중복되게 둬야 하는 불편함이 있었던 것이 표준화의 한 이유였다. 하지만 이러한 표준화에 대해서 프라이버시 보호 측면에서의 논란이 일기도 하였다.

## 소셜 허브
소셜 허브(Social Hub)는 다양한 소셜 네트워크 서비스를 한데 모아 이용에 도움을 주는 서비스를 가리킨다. 각종 SNS를 한곳에 모아놓은 통합 플랫폼 서비스다.

## SNS와 외로움
2017년 3월 미국 피츠버그대 건강과학연구소 브라이언 프리맥 교수팀은 미국예방의학저널(American Journal of Preventive Medicine)에 일주일에 58회 이상 SNS로 다른 사람과 소통하는 사람이 일주일에 9번 이하로 이용하는 사람보다 3배 더 외로움을 느낀다고 발표했다. 다만 SNS를 이용할수록 외로움을 더 느끼는 것인지, 외로워서 SNS를 시작했는지 명확하게 알 수는 없다.

## 같이 보기
- 마이크로 블로그
- 웹 2.0
- 페이스북
- 트위터
- 링크트인
- 인스타그램
- 소셜 다이닝